# Перелік ракетних ударів під час російського вторгнення (осінь 2022)
Перелік ракетних ударів які завдають обидві сторони війни під час російського вторгнення в Україну, інформація про які була опублікована у відкритих джерелах.
Без ударів некерованими ракетами авіації, артилерії, РСЗВ та комплексів С-300.

## Засоби ураження
| назва      | назва         | носій          | тип                                                 | створено | дальність | бойова частина          | КІВ       |
| ---------- | ------------- | -------------- | --------------------------------------------------- | -------- | --------- | ----------------------- | --------- |
| Shahed 136 | —             | —              | дрон-камікадзе                                      | 2020     | 2500 км   | 46,5 кг (51 кг серія К) | 5-15 м    |
| Х-31       | —             | авіація        | авіаційна ракета класу «повітря-поверхня»           | 1988     | 110 км    | 87 кг                   | 10-15 м   |
| 5В55       | —             | С-300          | зенітна ракета                                      | 1970     | 75 км     | 130 кг                  | 50-100 м  |
| 48Н6       | —             | С-300, С-400   | зенітна ракета                                      | 1990     | 150 км    | 145 кг                  | 30-50 м   |
| Х-35       | «Звєзда»      | авіація        | крилата протикорабельна ракета                      | 1973     | 300 км    | 145 кг                  | 5-10 м    |
| Х-59       | «Овод»        | авіація        | авіаційна ракета класу «повітря-поверхня»           | 1975     | 45 км     | 148 кг                  | 10-20 м   |
| 48Н6М      | —             | С-300, С-400   | зенітна ракета                                      | 2007     | 200 км    | 150 кг                  | 10-30 м   |
| 48Н6ДМ     | —             | С-300, С-400   | зенітна ракета                                      | 2007     | 250 км    | 180 кг                  | 10-20 м   |
| Х-38       | —             | авіація        | авіаційна ракета класу «повітря-поверхня»           | 2012     | 40 км     | 250 кг                  | 5-10 м    |
| 3М55       | П-800 «Онікс» | флот           | універсальна протикорабельна ракета                 | 1987     | 600 км    | 300 кг                  | 10-20 м   |
| 3M22       | «Циркон»      | флот           | протикорабельна крилата ракета                      | 2021     | 1000 км   | 300 кг                  | 5-10 м    |
| Х-69       | —             | авіація        | крилата ракета класу «повітря-поверхня»             | 2022     | 290 км    | 310 кг                  | 10-20 м   |
| Х-29       | —             | авіація        | авіаційна ракета класу «повітря-земля»              | 1980     | 30 км     | 317 кг                  | 5-20 м    |
| Х-101      | —             | Ту-95, Ту-160  | стратегічна крилата ракета класу «повітря-поверхня» | 1999     | 5500 км   | 400 кг                  | 10-20 м   |
| 3М14       | «Калібр»      | флот           | крилата ракета                                      | 2012     | 2600 км   | 450 кг                  | 10-20 м   |
| 9М723      | «Іскандер»    | «Іскандер-М»   | балістична ракета класу «поверхня-поверхня»         | 2011     | 400 км    | 480 кг                  | 5-10 м    |
| 9М728      | «Іскандер»    | «Іскандер-К»   | крилата ракета класу «поверхня-поверхня»            | 2008     | 500 км    | 480 кг                  | 5-7 м     |
| 9М729      | «Іскандер»    | «Іскандер-К»   | крилата ракета класу «поверхня-поверхня»            | 2018     | 1500 км   | 480 кг                  | 5-7 м     |
| 9М79       | «Точка»       | 9К79 «Точка»   | ракета тактичного ракетного комплексу               | 1973     | 70 км     | 482 кг                  | 100-150 м |
| 9М79-1     | «Точка-У»     | 9К79 «Точка-У» | ракета тактичного ракетного комплексу               | 1989     | 120 км    | 482 кг                  | 30-50 м   |
| KN-23      | Hwasong-11Ga  | —              | тактична балістична ракета                          | 2018     | 550 км    | 500 кг                  | 5-10 м    |
| Х-47М2     | «Кинджал»     | МіГ-31К        | аеробалістична ракета                               | 2017     | 2000 км   | 500 кг                  | 10-20 м   |
| Х-22       | «Буря»        | Ту-22          | крилата протикорабельна ракета                      | 1962     | 330 км    | 950 кг                  | 500-700 м |

## Ракетні удари

### Вересень
Зафіксовано щонайменше 163 ракети з російського боку. 42 ракет було перехоплено силами ППО, щонайменше 2 ракети передчасно впали/не здетонували.
| Удари завдані Україною | Удари завдані Україною | Удари завдані Україною | Удари завдані Україною                  | дата                     | Удари завдані Росією                                      | Удари завдані Росією  | Удари завдані Росією | Удари завдані Росією        | Удари завдані Росією                                |
| регіон                 | місце                  | ракети                 | влучання                                | дата                     | регіон                                                    | місце                 | ракети               | ракети                      | влучання, загиблі/поранені                          |
| ---------------------- | ---------------------- | ---------------------- | --------------------------------------- | ------------------------ | --------------------------------------------------------- | --------------------- | -------------------- | --------------------------- | --------------------------------------------------- |
| Запорізька обл.        | Енергодар              | ракета GMLRS           | військова інфраструктура                | 01.09.2022               | Одеська обл.                                              | Одеська обл.          | 1/1                  | П-800 «Онікс»               | перехоплено українською ППО, жертви: 0/0            |
| Харківська обл.        | Ізюм                   | —                      | військова інфраструктура                | 01.09.2022               | Одеська обл.                                              | Одеська обл.          | 0/1                  | П-800 «Онікс»               | пустир                                              |
| Херсонська обл.        | Олешки                 | —                      | військова техніка                       | 01.09.2022               | Херсонська обл.                                           | Херсонська обл.       | 1/1                  | Х-59                        | перехоплено українською ППО, жертви: 0/0            |
| Херсонська обл.        | Нова Каховка           | —                      | військова техніка                       | 01.09.2022               |                                                           |                       |                      |                             |                                                     |
| Херсонська обл.        | Чорнобаївка            | —                      | військова інфраструктура                | 01.09.2022               |                                                           |                       |                      |                             |                                                     |
| Луганська обл.         | Кремінна               | —                      | військова інфраструктура                | 01.09.2022               |                                                           |                       |                      |                             |                                                     |
| Луганська обл.         | Кремінна               | —                      | військова інфраструктура                | 02.09.2022               |                                                           |                       |                      |                             |                                                     |
| Запорізька обл.        | Мелітополь             | —                      | військова інфраструктура                | 02.09.2022               |                                                           |                       |                      |                             |                                                     |
| Запорізька обл.        | Токмак                 | —                      | склад боєприпасів                       | 02.09.2022               |                                                           |                       |                      |                             |                                                     |
| Донецька обл.          | Чистякове              | —                      | військова інфраструктура                | 03.09.2022               | Дніпропетровська обл.                                     | Дніпропетровська обл. | 5/5                  | Калібр                      | перехоплено українською ППО, жертви: 0/0            |
| Херсонська обл.        | Херсон                 | —                      | військова інфраструктура                | 03.09.2022               |                                                           |                       |                      |                             |                                                     |
| Херсонська обл.        | Олешки                 | —                      | склад боєприпасів                       | 03.09.2022               |                                                           |                       |                      |                             |                                                     |
| Харківська обл.        | Ізюм                   | ракета GMLRS           | військова інфраструктура                | 04.09.2022               | Миколаївська обл.                                         | Миколаївська обл.     | 1/1                  | Х-59                        | перехоплено українською ППО, жертви: 0/0            |
|                        |                        |                        |                                         | 04.09.2022               | Дніпропетровська обл.                                     | Дніпропетровська обл. | 1/1                  | Іскандер                    | перехоплено українською ППО, жертви: 0/0            |
| Харківська обл.        | Харківська обл.        | 0/12                   | П-800 «Онікс», Х-31                     | 04.09.2022               | військова та цивільна інфраструктура                      |                       |                      |                             |                                                     |
| Миколаївська обл.      |                        | 0/12                   | П-800 «Онікс», Х-31                     | 04.09.2022               | військова та цивільна інфраструктура                      |                       |                      |                             |                                                     |
| Херсонська обл.        | Нова Каховка           | —                      | військова інфраструктура                | 05.09.2022               | Миколаївська обл.                                         | Вознесенськ           | 0/2                  | Калібр                      | цивільна інфраструктура, жертви: 0/2                |
| Херсонська обл.        | Дарʼївка               | ракета GMLRS           | військова техніка                       | 05.09.2022               | Дніпропетровська обл.                                     | Криворізький р-н      | 0/2                  | —                           | нафтобаза, жертви: 1/3                              |
| Херсонська обл.        | Гола Пристань          | ракета GMLRS           | військова техніка                       | 05.09.2022               | Миколаївська обл.                                         | Миколаївська обл.     | 2/2                  | —                           | перехоплено українською ППО, жертви: 0/0            |
| Харківська обл.        | Ізюм                   | ракета GMLRS           | військова інфраструктура                | 06.09.2022               | Дніпропетровська обл.                                     | Кривий Ріг            | 0/1                  | Х-101*                      | нафтобаза                                           |
| Херсонська обл.        | Гола Пристань          | —                      | військова інфраструктура                | 06.09.2022               | Миколаївська обл.                                         | Миколаївська обл.     | 5/5                  | Х-101*                      | перехоплено українською ППО, жертви: 0/0            |
| Херсонська обл.        | Херсон                 | —                      | військова інфраструктура                | 06.09.2022               |                                                           |                       |                      |                             |                                                     |
| Запорізька обл.        | Василівка              | ракета GMLRS           | комплекс РЕБ                            | 07.09.2022               | Харківська обл.                                           | Харків                | 0/3                  | —                           | промислова інфраструктура                           |
|                        |                        |                        |                                         | 07.09.2022               | Харківська обл.                                           | Зміїв                 | 0/3                  | —                           | промислова інфраструктура                           |
| Херсонська обл.        | Нова Каховка           | —                      | військова інфраструктура                | 08.09.2022               | Дніпропетровська обл.                                     | Кривий Ріг            | 1/1                  | —                           | перехоплено українською ППО, жертви: 0/0            |
| Запорізька обл.        | Токмак                 | —                      | склад боєприпасів                       | 08.09.2022               | РФ, Бєлгород                                              | РФ, Бєлгород          | —                    | —                           | помилкове влучання у електричну підстанцію          |
|                        |                        |                        |                                         | 09.09.2022               | Миколаївська обл.                                         | Вознесенський р-н     | 0/1                  | Х-31                        | пустир                                              |
| Донецька обл.          | Вугледар               | 0/1                    | Х-59                                    | 09.09.2022               | пустир                                                    |                       |                      |                             |                                                     |
| Донецька обл.          | Словʼянськ             | —                      | —                                       | 09.09.2022               | промислова інфраструктура                                 |                       |                      |                             |                                                     |
| Харківська обл.        | Чугуїв                 | —                      | —                                       | 09.09.2022               | цивільна інфраструктура                                   |                       |                      |                             |                                                     |
| Харківська обл.        | Харків                 | —                      | —                                       | 09.09.2022               | цивільна інфраструктура                                   |                       |                      |                             |                                                     |
| Харківська обл.        | Великий Бурлук         | ракета GMLRS           | військова інфраструктура                | 10.09.2022               | Дніпропетровська обл.                                     | Дніпровський р-н      | 0/1                  | —                           | промислова інфраструктура, жертви: 0/0              |
| Харківська обл.        | Купʼянський р-н        | ракета GMLRS           | військова техніка                       | 10.09.2022               | Дніпропетровська обл.                                     | Дніпро                | 1/1                  | —                           | перехоплено українською ППО, жертви: 0/0            |
| Харківська обл.        | Харківська обл.        | ракета GMLRS           | військова інфраструктура                | 10.09.2022               | Донецька обл.                                             | Покровськ             | 0/5                  | Іскандер                    | залізнична та цивільна інфраструктура, жертви: 4/6  |
| Запорізька обл.        | Мелітополь             | —                      | не встановлено                          | 11.09.2022               | Дніпропетровська обл.                                     | Дніпропетровська обл. | 5/5                  | Х-101*                      | перехоплено українською ППО, жертви: 0/0            |
| Херсонська обл.        | Каховка                | —                      | склад боєприпасів                       | 11.09.2022               | Дніпропетровська обл.                                     | Дніпропетровська обл. | 2/2                  | Калібр                      | перехоплено українською ППО, жертви: 0/0            |
|                        |                        |                        |                                         | 11.09.2022               | Полтавська обл.                                           | Полтавська обл.       | 2/2                  | Калібр/Х-101*               | перехоплено українською ППО, жертви: 0/0            |
| Харківська обл.        | Харківська обл.        | 0/3                    | Калібр/Х-101*                           | 11.09.2022               | ТЕЦ-5, інша критична інфраструктура; жертви: 4/3          |                       |                      |                             |                                                     |
| Дніпропетровська обл.  | Дніпро                 | 0/1                    | —                                       | 11.09.2022               | цивільна інфраструктура, жертви: 0/3                      |                       |                      |                             |                                                     |
| Миколаївська обл.      | Вознесенський р-н      | 2/2                    | —                                       | 11.09.2022               | перехоплено українською ППО, жертви: 0/0                  |                       |                      |                             |                                                     |
| Миколаївська обл.      | Вознесенськ            | 0/1                    | —                                       | 11.09.2022               | промислова інфраструктура, жертви: 0/4                    |                       |                      |                             |                                                     |
| Херсонська обл.        | Херсон                 | —                      | військова інфраструктура                | 12.09.2022               | Запорізька обл.                                           | Запоріжжя             | —                    | —                           | цивільна інфраструктура, жертви: 0/0                |
| РФ, Таганрог           | РФ, Таганрог           | —                      | не встановлено                          | 12.09.2022               |                                                           |                       |                      |                             |                                                     |
| Херсонська обл.        | Херсон                 | —                      | склад боєприпасів                       | 12.09.2022               |                                                           |                       |                      |                             |                                                     |
| Херсонська обл.        | Херсон                 | —                      | міст                                    | 12.09.2022               |                                                           |                       |                      |                             |                                                     |
| Запорізька обл.        | Мелітополь             | —                      | військова інфраструктура                | 13.09.2022               |                                                           |                       |                      |                             |                                                     |
| Херсонська обл.        | Нова Каховка           | —                      | військова інфраструктура                | 13.09.2022               |                                                           |                       |                      |                             |                                                     |
| Херсонська обл.        | Херсон                 | —                      | військова інфраструктура                | 13.09.2022               |                                                           |                       |                      |                             |                                                     |
| Херсонська обл.        | Херсон                 | —                      | не встановлено                          | 14.09.2022               | РФ, Кендже-Кулак                                          | РФ, Кендже-Кулак      | 0/1                  | Х-47М                       | ракета помилково впала на території РФ, жертви: 0/6 |
|                        |                        |                        |                                         | 14.09.2022               | Запорізька обл.                                           | Запоріжжя             | 0/2                  | —                           | не встановлено, жертви: 0/0                         |
| Дніпропетровська обл.  | Кривий Ріг             | 0/8                    | Іскандер, Х-47М                         | 14.09.2022               | відомо про 6 влучань у гідротехнічні споруди, жертви: 0/0 |                       |                      |                             |                                                     |
| Дніпропетровська обл.  | Херсонська обл.        | Нова Каховка           | —                                       | військова інфраструктура | 15.09.2022                                                | Кривий Ріг            | 0/1                  | —                           | промислова інфраструктура, жертви: 0/0              |
| Донецька обл.          | Моспине                | —                      | склад боєприпасів                       | Кіровоградська обл.      | 15.09.2022                                                | Петрове               | 0/1                  | —                           | інфраструктурний об'єкт                             |
| Запорізька обл.        | Мелітополь             | —                      | військова інфраструктура                | Кіровоградська обл.      | Кіровоградська обл.                                       | 1/1                   | —                    | перехоплено українською ППО |                                                     |
| Запорізька обл.        | Мелітополь             | —                      | військова інфраструктура                | 16.09.2022               | Дніпропетровська обл.                                     | Кривий Ріг            | —                    | —                           | гідротехнічні споруди, жертви: 0/0                  |
| РФ, Валуйки            | РФ, Валуйки            | Точка-У                | електропідстанція                       | 16.09.2022               | Дніпропетровська обл.                                     | Дніпропетровська обл. | 3/3                  | Іскандер-К                  | перехоплено українською ППО, жертви: 0/0            |
| Луганська обл.         | Луганськ               | —                      | органи окупаційної влади                | 16.09.2022               |                                                           |                       |                      |                             |                                                     |
| Херсонська обл.        | Херсон                 | —                      | органи окупаційної влади                | 16.09.2022               |                                                           |                       |                      |                             |                                                     |
| Херсонська обл.        | Херсон                 | —                      | військова інфраструктура                | 17.09.2022               | Запорізька обл.                                           | Таврійське            | 0/4                  | —                           | цивільна інфраструктура, жертви 0/0                 |
| Луганська обл.         | Криничне               | —                      | склад боєприпасів                       | 17.09.2022               | Харківська обл.                                           | Харків                | 0/2                  | —                           | промислова інфраструктура, жертви: 0/0              |
| Донецька обл.          | Донецьк                | —                      | органи окупаційної влади                | 17.09.2022               |                                                           |                       |                      |                             |                                                     |
| Херсонська обл.        | Херсон                 | —                      | військова інфраструктура                | 18.09.2022               | Донецька обл.                                             | Краматорськ           | —                    | —                           | цивільна інфраструктура, жертви: 0/0                |
| Луганська обл.         | Новоайдар              | —                      | військова інфраструктура                | 18.09.2022               |                                                           |                       |                      |                             |                                                     |
| Луганська обл.         | Сватове                | ракета GMLRS           | військова інфраструктура                | 18.09.2022               |                                                           |                       |                      |                             |                                                     |
| Луганська обл.         | Кадіївка               | ракета GMLRS           | військова інфраструктура                | 19.09.2022               | Запорізька обл.                                           | Запоріжжя             | 0/8                  | —                           | критична інфраструктура, жертви: 0/0                |
| Донецька обл.          | Докучаєвськ            | —                      | склад боєприпасів                       | 19.09.2022               | Запорізька обл.                                           | Запоріжжя             | —                    | —                           | електропідстанція, жертви: 0/0                      |
|                        |                        |                        |                                         | 19.09.2022               | Миколаївська обл.                                         | Южноукраїнськ         | 0/1                  | —                           | пустир перед Південноукраїнською АЕС, жертви: 0/0   |
| Луганська обл.         | Алчевськ               | ракета GMLRS           | військова інфраструктура                | 20.09.2022               | Харківська обл.                                           | Чугуївський р-н       | 0/2                  | —                           | інфраструктурний об'єкт, жертви: 0/0                |
| Херсонська обл.        | Нова Каховка           | —                      | військова інфраструктура                | 20.09.2022               |                                                           |                       |                      |                             |                                                     |
| Донецька обл.          | Макіївка               | —                      | не встановлено                          | 21.09.2022               | Харківська обл.                                           | Харків                | 0/4                  | —                           | цивільна інфраструктура, жертви: 0/1                |
| Херсонська обл.        | Херсон                 | —                      | військова інфраструктура                | 21.09.2022               | Донецька обл.                                             | Курахове              | —                    | —                           | цивільна інфраструктура, жертви: 0/12               |
| Херсонська обл.        | Херсон                 | —                      | міст                                    | 21.09.2022               | Харківська обл.                                           | Чугуївський р-н       | 0/2                  | —                           | інфраструктурний об'єкт, жертви: 0/0                |
| Херсонська обл.        | Нова Каховка           | —                      | не встановлено                          | 21.09.2022               | Запорізька обл.                                           | Запоріжжя             | —                    | —                           | інфраструктурний об'єкт, жертви: 0/0                |
| Луганська обл.         | Новоайдар              | —                      | військова інфраструктура                | 21.09.2022               |                                                           |                       |                      |                             |                                                     |
| Запорізька обл.        | Комиш-Зоря             | —                      | військова інфраструктура                | 21.09.2022               |                                                           |                       |                      |                             |                                                     |
| Харківська обл.        | Харківська обл.        | ракета GMLRS           | склад боєприпасів, БМ-21 «Град»         | 22.09.2022               | Запорізька обл.                                           | Запоріжжя             | 0/10                 | —                           | цивільна інфраструктура, жертви: 0/0                |
| Донецька обл.          | Ясинувата              | —                      | ешелон військової техніки               | 22.09.2022               | Запорізька обл.                                           | Запоріжжя             | 0/5                  | —                           | цивільна інфраструктура, жертви: 0/3                |
| Херсонська обл.        | Таврійськ              | —                      | військова інфраструктура                | 22.09.2022               | Донецька обл.                                             | Словʼянськ            | —                    | —                           | цивільна інфраструктура, жертви: 0/0                |
|                        |                        |                        |                                         | 23.09.2022               | Миколаївська обл.                                         | Миколаїв              | —                    | —                           | цивільна інфраструктура, жертви: 0/3                |
| 24.09.2022             | Очаків                 | 0/2                    | Х-31                                    | порт, жертви 0/0         | Миколаївська обл.                                         |                       |                      |                             |                                                     |
| 24.09.2022             | Запорізька обл.        | Запорізька обл.        | 1/1                                     | —                        | перехоплено українською ППО, жертви: 0/0                  |                       |                      |                             |                                                     |
| 24.09.2022             | Запорізька обл.        | Запоріжжя              | —                                       | —                        | цивільна інфраструктура, жертви: 1/7                      |                       |                      |                             |                                                     |
| Херсонська обл.        | Запорізька обл.        | Херсон                 | —                                       | військова інфраструктура | 25.09.2022                                                | Запоріжжя             | 0/10                 | —                           | цивільна інфраструктура                             |
| Херсонська обл.        | —                      | Херсон                 | міст                                    |                          |                                                           |                       |                      |                             |                                                     |
| Херсонська обл.        | Чулаківка              | —                      | військова інфраструктура                |                          |                                                           |                       |                      |                             |                                                     |
| Луганська обл.         | Луганська обл.         | —                      | військова інфраструктура                |                          |                                                           |                       |                      |                             |                                                     |
| Луганська обл.         | Алчевськ               | —                      | склад боєприпасів                       |                          |                                                           |                       |                      |                             |                                                     |
| Херсонська обл.        | Херсон                 | —                      | військова інфраструктура                | 26.09.2022               | Запорізька обл.                                           | Запорізька обл.       | —                    | —                           | цивільна інфраструктура, жертви: 0/0                |
| Луганська обл.         | Старобільськ           | —                      | об'єкти звʼязку                         | 26.09.2022               | Дніпропетровська обл.                                     | Кривий Ріг            | 0/1                  | Х-59                        | аеропорт «Кривий Ріг», жертви: 0/0                  |
|                        |                        |                        |                                         | 26.09.2022               | Харківська обл.                                           | Первомайський         | 0/1                  | Іскандер-М                  | цивільна інфраструктура, жертви: 4/0                |
| Донецька обл.          | Краматорськ            | —                      | —                                       | 26.09.2022               | цивільна інфраструктура                                   |                       |                      |                             |                                                     |
| Донецька обл.          | Словʼянськ             | —                      | —                                       | 26.09.2022               | цивільна інфраструктура                                   |                       |                      |                             |                                                     |
| 27.09.2022             | Одеська обл.           | Одеська обл.           | 2/2                                     | Х-59                     | цивільна інфраструктура, жертви: 0/0                      |                       |                      |                             |                                                     |
| 27.09.2022             | Харківська обл.        | Харків                 | —                                       | —                        | інфраструктурний об'єкт                                   |                       |                      |                             |                                                     |
| Херсонська обл.        | Олешки                 | —                      | військова інфраструктура                | 28.09.2022               | Дніпропетровська обл.                                     | Кривий Ріг            | 0/1                  | Х-59                        | цивільна інфраструктура, жертви: 0/0                |
| Херсонська обл.        | Херсон                 | —                      | військова інфраструктура                | 28.09.2022               | Дніпропетровська обл.                                     | Дніпропетровська обл. | 4/4                  | Х-59                        | перехоплено українською ППО, жертви: 0/0            |
| Донецька обл.          | Макіївка               | ракета GMLRS           | військова техніка                       | 28.09.2022               | Одеська обл.                                              | Одеська обл.          | 2/2                  | Х-59                        | перехоплено українською ППО, жертви: 0/0            |
| Херсонська обл.        | Херсонська обл.        | —                      | газогін                                 | 29.09.2022               | Миколаївська обл.                                         | Миколаїв              | —                    | —                           | зупинка громадського транспорту, жертви: 3/12       |
|                        |                        |                        |                                         | 29.09.2022               | Дніпропетровська обл.                                     | Дніпро                | —                    | Х-22                        | цивільна інфраструктура                             |
| Дніпро                 | —                      | Іскандер               | міське АТП, жертви: 3/5                 | 29.09.2022               | Дніпропетровська обл.                                     |                       |                      |                             |                                                     |
| Херсонська обл.        | Херсон                 | —                      | органи окупаційної влади                | 30.09.2022               |                                                           |                       |                      |                             |                                                     |
| Луганська обл.         | Бахмутівка             | —                      | військова інфраструктура                | 30.09.2022               |                                                           |                       |                      |                             |                                                     |
| Запорізька обл.        | Токмак                 | —                      | військова інфраструктура                | 30.09.2022               |                                                           |                       |                      |                             |                                                     |
| дата не встановлена    |                        |                        |                                         |                          |                                                           |                       |                      |                             |                                                     |
| Харківська обл.        | Кислівка               | ракета GMLRS           | 1x Т-90М, 2x Т-72Б3, 1x БМП-2, 1x ІМР-2 | ??.09.2022               |                                                           |                       |                      |                             |                                                     |
| Херсонська обл.        | Херсонська обл.        | AGM-88                 | 1x Тор-M1, 1x Тор-M2, 1х Бук-М2         | ??.09.2022               |                                                           |                       |                      |                             |                                                     |

*Х-101/Х-555/Х-55

### Жовтень
- Ракетний удар по Запоріжжю 9 жовтня 2022
- Перший масований ракетний удар по енергетичній інфраструктурі України 10 жовтня 2022
- Другий масований ракетний удар по енергетичній інфраструктурі України 22 жовтня 2022
- Третій масований ракетний удар по енергетичній інфраструктурі України 31 жовтня 2022

Зафіксовано щонайменше 268 ракети з російського боку. 157 ракет було перехоплено силами ППО, щонайменше 2 ракети передчасно впали/не здетонували.
| Удари завдані Україною | Удари завдані Україною | Удари завдані Україною | Удари завдані Україною                       | дата       | Удари завдані Росією                  | Удари завдані Росією  | Удари завдані Росією | Удари завдані Росією     | Удари завдані Росією                                                |
| регіон                 | місце                  | ракети                 | влучання                                     | дата       | регіон                                | місце                 | ракети               | ракети                   | влучання, загиблі/поранені                                          |
| ---------------------- | ---------------------- | ---------------------- | -------------------------------------------- | ---------- | ------------------------------------- | --------------------- | -------------------- | ------------------------ | ------------------------------------------------------------------- |
| Херсонська обл.        | Каховський р-н         | —                      | склад боєприпасів                            | 01.10.2022 | Одеська обл.                          | Одеса                 | 0/2                  | Іскандер                 | промислова інфраструктура, жертви: 0/0                              |
| Херсонська обл.        | Берислав               | —                      | військова інфраструктура                     | 01.10.2022 | Херсонська обл.                       | Нова Каховка          | —                    | —                        | цивільна інфраструктура                                             |
| Херсонська обл.        | Херсон                 | —                      | військова інфраструктура                     | 01.10.2022 |                                       |                       |                      |                          |                                                                     |
| Харківська обл.        | Нова Тарасівка         | ракета GMLRS           | 2х БМ-27 «Ураган», 1x 9T452, вантажівки      | 01.10.2022 |                                       |                       |                      |                          |                                                                     |
| Луганська обл.         | Богородицьке           | ракета GMLRS           | 8х Урал-4320, 1x 9T452, 1х РЕМ-КЛ            | 02.10.2022 |                                       |                       |                      |                          |                                                                     |
| Херсонська обл.        | Чулаківка              | —                      | військова інфраструктура                     | 02.10.2022 |                                       |                       |                      |                          |                                                                     |
| Херсонська обл.        | Нова Каховка           | —                      | військова інфраструктура                     | 02.10.2022 |                                       |                       |                      |                          |                                                                     |
| Луганська обл.         | Старобільськ           | ракета GMLRS           | військова інфраструктура                     | 03.10.2022 | Дніпропетровська обл.                 | Криворізький р-н      | —                    | Точка-У                  | сільськогосподарська інфраструктура                                 |
| Херсонська обл.        | Нова Каховка           | —                      | військова інфраструктура                     | 03.10.2022 | Дніпропетровська обл.                 | Криворізький р-н      | 1/1                  | —                        | перехоплено українською ППО, жертви: 0/0                            |
|                        |                        |                        |                                              | 03.10.2022 | Дніпропетровська обл.                 | Криворізький р-н      | —                    | —                        | не встановлено                                                      |
| Херсонська обл.        | Каховка                | —                      | військова інфраструктура                     | 04.10.2022 | Миколаївська обл.                     | Вознесенський р-н     | —                    | —                        | не встановлено, жертви: 0/2                                         |
| Херсонська обл.        | Херсон                 | —                      | міст                                         | 04.10.2022 | Донецька обл.                         | Краматорськ           | —                    | —                        | цивільна інфраструктура, жертви: 0/2                                |
| Херсонська обл.        | Таврійськ              | —                      | військова інфраструктура                     | 04.10.2022 |                                       |                       |                      |                          |                                                                     |
| Херсонська обл.        | Інгулець               | —                      | військова інфраструктура                     | 05.10.2022 | Запорізька обл.                       | Запоріжжя             | —                    | Іскандер-К               | не встановлено                                                      |
| Херсонська обл.        | Херсон                 | —                      | військова інфраструктура                     | 05.10.2022 |                                       |                       |                      |                          |                                                                     |
| Херсонська обл.        | Херсон                 | —                      | військова інфраструктура                     | 06.10.2022 | Запорізька обл.                       | Запоріжжя             | —                    | —                        | цивільна інфраструктура                                             |
| Херсонська обл.        | Веселе                 | —                      | склад боєприпасів                            | 06.10.2022 |                                       |                       |                      |                          |                                                                     |
| схід України           | схід України           | —                      | склад боєприпасів, БМ-27 «Ураган», 9T452     | 06.10.2022 |                                       |                       |                      |                          |                                                                     |
| Херсонська обл.        | Нова Каховка           | —                      | військова інфраструктура                     | 06.10.2022 |                                       |                       |                      |                          |                                                                     |
|                        |                        |                        |                                              | 07.10.2022 | Херсонська обл.                       | Дарʼївка              | —                    | —                        | пасажирський автобус, жертви: 4/3                                   |
| Херсонська обл.        | Киселівка              | —                      | військова інфраструктура                     | 08.10.2022 |                                       |                       |                      |                          |                                                                     |
| Донецька обл.          | Іловайськ              | —                      | військова інфраструктура                     | 08.10.2022 |                                       |                       |                      |                          |                                                                     |
| Херсонська обл.        | Велика Лепетиха        | —                      | військова інфраструктура                     | 08.10.2022 |                                       |                       |                      |                          |                                                                     |
| Херсонська обл.        | Гола Пристань          | —                      | склад боєприпасів                            | 09.10.2022 | Україна                               | Україна               | 3/3                  | Х-59                     | перехоплено українською ППО, жертви: 0/0                            |
| Херсонська обл.        | Херсон                 | —                      | військова інфраструктура                     | 09.10.2022 | Донецька обл.                         | Донецька обл.         | —                    | Точка-У                  | не встановлено                                                      |
| Херсонська обл.        | Берислав               | —                      | військова інфраструктура                     | 10.10.2022 | Україна                               | Україна               | 45/84                | Х-101*, Калібр, Іскандер | енергетична інфраструктура, жертви: 23/105                          |
| Херсонська обл.        | Херсон                 | —                      | не встановлено                               | 11.10.2022 | Україна                               | Україна               | 20/28                | Х-101*, Калібр           | об'єкти критичної інфраструктури                                    |
| Херсонська обл.        | Херсон                 | —                      | військова інфраструктура                     | 12.10.2022 |                                       |                       |                      |                          |                                                                     |
| Херсонська обл.        | Нова Каховка           | ракета GMLRS           | військова інфраструктура                     | 12.10.2022 |                                       |                       |                      |                          |                                                                     |
| Херсонська обл.        | Томарине               | ракета GMLRS           | САУ Мста-С з екіпажем                        | 12.10.2022 |                                       |                       |                      |                          |                                                                     |
| РФ, Бєлгород           | РФ, Бєлгород           | AGM-88                 | засоби ППО                                   | 12.10.2022 |                                       |                       |                      |                          |                                                                     |
| Херсонська обл.        | Червоний Маяк          | —                      | військова інфраструктура                     | 13.10.2022 | Львівська обл.                        | Золочівський р-н      | —                    | —                        | військова інфраструктура                                            |
|                        |                        |                        |                                              | 13.10.2022 | Львівська обл.                        | Львівська обл.        | 4/4                  | Калібр                   | перехоплено українською ППО                                         |
| Одеська обл.           | Одеська обл.           | 1/1                    | Калібр                                       | 13.10.2022 |                                       |                       |                      |                          | перехоплено українською ППО                                         |
| РФ, Бєлгород           | РФ, Бєлгород           | 0/1                    | —                                            | 13.10.2022 | помилкове влучання у житловий будинок |                       |                      |                          |                                                                     |
| Херсонська обл.        | Нова Збурʼївка         | —                      | військова інфраструктура                     | 14.10.2022 | Харківська обл.                       | Харків                | 0/4                  | —                        | цивільна інфраструктура                                             |
| Донецька обл.          | Бойківське             | —                      | не встановлено                               | 14.10.2022 | РФ, Новий Оскол                       | РФ, Новий Оскол       | —                    | —                        | залізнична інфраструктура                                           |
| Луганська обл.         | Троїцьке               | —                      | військова інфраструктура                     | 15.10.2022 | Запорізька обл.                       | Запоріжжя             | —                    | —                        | цивільна інфраструктура                                             |
| Запорізька обл.        | Мелітополь             | —                      | не встановлено                               | 15.10.2022 |                                       |                       |                      |                          |                                                                     |
| Запорізька обл.        | Бердянський р-н        | —                      | військова інфраструктура                     | 16.10.2022 | Запорізька обл.                       | Пологівський р-н      | —                    | —                        | цивільна інфраструктура                                             |
| не встановлено         | не встановлено         | ракета GMLRS           | уражений мостовий перехід з особовим складом | 16.10.2022 | Донецька обл.                         | Бахмут                | —                    | Іскандер                 | не встановлено                                                      |
| РФ, Бєлгород           | РФ, Бєлгород           | —                      | не встановлено                               | 16.10.2022 | Херсонська обл.                       | Любимівка             | 4/4                  | —                        | ракети помилково впали після запуску                                |
|                        |                        |                        |                                              | 17.10.2022 | Дніпропетровська обл.                 | Дніпропетровська обл. | 3/4+                 | Х-59М                    | критична інфраструктура                                             |
| Одеська обл.           | Одеса                  | 0/1                    | Х-59                                         | 17.10.2022 | об'єкт інфраструктури                 |                       |                      |                          |                                                                     |
| Україна                | Україна                | 2/2                    | Калібр                                       | 17.10.2022 | перехоплено українською ППО           |                       |                      |                          |                                                                     |
| Херсонська обл.        | Нова Каховка           | —                      | військова інфраструктура                     | 18.10.2022 | Харківська обл.                       | Харків                | 0/8                  | —                        | промислова інфраструктура, жертви: 0/0                              |
| Бєлгородська обл.      | Бєлгородська обл.      | —                      | не встановлено                               | 18.10.2022 | Дніпропетровська обл.                 | Дніпро                | 0/2                  | Х-101*                   | енергетична інфраструктура                                          |
| Херсонська обл.        | Нова Каховка           | AGM-88                 | не встановлено                               | 18.10.2022 | Дніпропетровська обл.                 | Кривий Ріг            | 0/2+                 | Х-101*                   | не встановлено                                                      |
| Луганська обл.         | Новоіванівка           | ракета GMLRS           | військова інфраструктура                     | 18.10.2022 | Житомирська обл.                      | Житомир               | 1/3                  | Х-101*                   | енергетична інфраструктура                                          |
|                        |                        |                        |                                              | 18.10.2022 | Україна                               | Україна               | 4/4                  | Калібр                   | перехоплено українською ППО                                         |
| РФ, Бєлгород           | РФ, Бєлгород           | —                      | не встановлено                               | 19.10.2022 | Івано-Франківська обл.                | Бурштин               | 0/1                  | —                        | Бурштинська ТЕС                                                     |
| Запорізька обл.        | Енергодар              | ракета GMLRS           | органи окупаційної влади                     | 19.10.2022 | Київська обл.                         | Київська обл.         | 1/1                  | —                        | перехоплено українською ППО                                         |
| Луганська обл.         | Кремінна               | ракета GMLRS           | військова техніка                            | 19.10.2022 | Вінницька обл.                        | Вінницька обл.        | —                    | —                        | критична інфраструктура                                             |
| Херсонська обл.        | Херсонська обл.        | ракета GMLRS           | Д-30, особовий склад                         | 19.10.2022 | Вінницька обл.                        | Вінницька обл.        | 1/1                  | —                        | перехоплено українською ППО                                         |
|                        |                        |                        |                                              | 19.10.2022 | Дніпропетровська обл.                 | Кривий Ріг            | 0/1                  | —                        | критична інфраструктура                                             |
| Чернігівська обл.      | Чернігівська обл.      | 2/2                    | —                                            | 19.10.2022 | перехоплено українською ППО           |                       |                      |                          |                                                                     |
| Донецька обл.          | Донецьк                | —                      | органи окупаційної влади                     | 20.10.2022 |                                       |                       |                      |                          |                                                                     |
| Херсонська обл.        | Херсон                 | ракета GMLRS           | міст                                         | 20.10.2022 |                                       |                       |                      |                          |                                                                     |
| Луганська обл.         | Брянка                 | ракета GMLRS           | військова інфраструктура                     | 20.10.2022 |                                       |                       |                      |                          |                                                                     |
| Луганська обл.         | Старе                  | ракета GMLRS           | військова інфраструктура                     | 20.10.2022 |                                       |                       |                      |                          |                                                                     |
| Херсонська обл.        | Херсон                 | ракета GMLRS           | російські пропагандисти                      | 20.10.2022 |                                       |                       |                      |                          |                                                                     |
| не встановлено         | не встановлено         | ракета GMLRS           | БМ-27 «Ураган», 9T452                        | 21.10.2022 | Харківська обл.                       | Харків                | —                    | —                        | промислова інфраструктура, жертви: 0/6                              |
| не встановлено         | не встановлено         | ракета GMLRS           | військова інфраструктура                     | 21.10.2022 |                                       |                       |                      |                          |                                                                     |
| Луганська обл.         | Старобільськ           | ракета GMLRS           | критична інфраструктура                      | 22.10.2022 | Волинська обл.                        | Луцьк                 | 5/16                 | Калібр                   | енергетична інфраструктура, жертви: 0/0                             |
|                        |                        |                        |                                              | 22.10.2022 | Волинська обл.                        | Ковель                | 5/16                 | Калібр                   | енергетична інфраструктура, жертви: 0/0                             |
| Хмельницька обл.       | Хмельницький           |                        |                                              | 22.10.2022 |                                       |                       | 5/16                 | Калібр                   | енергетична інфраструктура, жертви: 0/0                             |
| Кіровоградська обл.    | Кропивницький р-н      |                        |                                              | 22.10.2022 |                                       |                       | 5/16                 | Калібр                   | енергетична інфраструктура, жертви: 0/0                             |
| Кіровоградська обл.    | Голованівський р-н     |                        |                                              | 22.10.2022 |                                       |                       | 5/16                 | Калібр                   | енергетична інфраструктура, жертви: 0/0                             |
| Рівненська обл.        |                        |                        |                                              | 22.10.2022 |                                       |                       | 5/16                 | Калібр                   | енергетична інфраструктура, жертви: 0/0                             |
| Одеська обл.           |                        |                        |                                              | 22.10.2022 |                                       |                       | 5/16                 | Калібр                   | енергетична інфраструктура, жертви: 0/0                             |
| Україна                | Україна                | 13/17                  | Х-101*                                       | 22.10.2022 | перехоплено українською ППО           |                       |                      |                          |                                                                     |
| Луганська обл.         | Сватове                | ракета GMLRS           | не встановлено                               | 23.10.2022 | Кіровоградська обл.                   | Онуфріївка            | 1/1                  | —                        | перехоплено українською ППО                                         |
| Луганська обл.         | Золоте                 | ракета GMLRS           | не встановлено                               | 23.10.2022 |                                       |                       |                      |                          |                                                                     |
| Запорізька обл.        | Енергодар              | ракета GMLRS           | військова інфраструктура                     | 23.10.2022 |                                       |                       |                      |                          |                                                                     |
| Луганська обл.         | Новоайдар              | ракета GMLRS           | органи окупаційної влади                     | 23.10.2022 |                                       |                       |                      |                          |                                                                     |
| Луганська обл.         | Зоринськ               | ракета GMLRS           | не встановлено                               | 24.10.2022 | Запорізька обл.                       | Енергодар             | —                    | —                        | ракета вибухнула невдовзі після запуску                             |
| Луганська обл.         | Старобільськ           | ракета GMLRS           | не встановлено                               | 24.10.2022 |                                       |                       |                      |                          |                                                                     |
| Луганська обл.         | Луганськ               | —                      | не встановлено                               | 24.10.2022 |                                       |                       |                      |                          |                                                                     |
| Херсонська обл.        | Нова Каховка           | ракета GMLRS           | військова інфраструктура                     | 24.10.2022 |                                       |                       |                      |                          |                                                                     |
| Херсонська обл.        | Каїри                  | —                      | військова інфраструктура                     | 24.10.2022 |                                       |                       |                      |                          |                                                                     |
| Луганська обл.         | Сватове                | ракета GMLRS           | військова інфраструктура                     | 25.10.2022 | Дніпропетровська обл.                 | Дніпро                | —                    | Х-59                     | АЗС, жертви: 2/4                                                    |
| Донецька обл.          | Донецьк                | AGM-88                 | не встановлено                               | 25.10.2022 |                                       |                       |                      |                          |                                                                     |
| Миколаївська обл.      | Кінбурнська коса       | —                      | склад боєприпасів                            | 25.10.2022 |                                       |                       |                      |                          |                                                                     |
| Херсонська обл.        | Херсон                 | —                      | військова інфраструктура                     | 25.10.2022 |                                       |                       |                      |                          |                                                                     |
| Херсонська обл.        | Раденськ               | —                      | військова інфраструктура                     | 25.10.2022 |                                       |                       |                      |                          |                                                                     |
| Херсонська обл.        | Нова Каховка           | —                      | військова інфраструктура                     | 25.10.2022 |                                       |                       |                      |                          |                                                                     |
| Херсонська обл.        | Чорнобаївка            | —                      | військова інфраструктура                     | 25.10.2022 |                                       |                       |                      |                          |                                                                     |
| Луганська обл.         | Сватове                | ракета GMLRS           | не встановлено                               | 25.10.2022 |                                       |                       |                      |                          |                                                                     |
| Донецька обл.          | Шахтарськ              | —                      | цистерни з нафтопродуктами                   | 26.10.2022 | Дніпропетровська обл.                 | Дніпропетровська обл. | 1/1                  | Х-59                     | перехоплено українською ППО                                         |
| не встановлено         | не встановлено         | ракета GMLRS           | 2С7 «Піон»                                   | 26.10.2022 |                                       |                       |                      |                          |                                                                     |
| Донецька обл.          | Шахтарськ              | —                      | цистерни з нафтопродуктами, 2й удар          | 26.10.2022 |                                       |                       |                      |                          |                                                                     |
| Херсонська обл.        | Нова Каховка           | —                      | військова інфраструктура                     | 27.10.2022 |                                       |                       |                      |                          |                                                                     |
| Херсонська обл.        | Білозерський р-н       | —                      | військова інфраструктура                     | 27.10.2022 |                                       |                       |                      |                          |                                                                     |
| Херсонська обл.        | Херсон                 | —                      | міст                                         | 28.10.2022 |                                       |                       |                      |                          |                                                                     |
| Херсонська обл.        | Велика Лепетиха        | —                      | військова інфраструктура                     | 28.10.2022 |                                       |                       |                      |                          |                                                                     |
| Херсонська обл.        | Мала Лепетиха          | —                      | військова інфраструктура                     | 28.10.2022 |                                       |                       |                      |                          |                                                                     |
| Херсонська обл.        | Нова Каховка           | —                      | військова інфраструктура                     | 28.10.2022 |                                       |                       |                      |                          |                                                                     |
| Луганська обл.         | Первомайськ            | ракета GMLRS           | не встановлено                               | 28.10.2022 |                                       |                       |                      |                          |                                                                     |
| південь України        | південь України        | ракета GMLRS           | командний пункт                              | 29.10.2022 | Запорізька обл.                       | Запорізька обл.       | 1/1                  | Іскандер-К               | перехоплено українською ППО                                         |
| Херсонська обл.        | Білозерський р-н       | —                      | військова інфраструктура                     | 29.10.2022 | Запорізька обл.                       | Запоріжжя             | —                    | —                        | промислова інфраструктура, жертви: 0/0                              |
| Херсонська обл.        | Херсон                 | —                      | міст                                         | 30.10.2022 |                                       |                       |                      |                          |                                                                     |
| РФ, Бєлгородський р-н  | РФ, Бєлгородський р-н  | —                      | військова інфраструктура                     | 30.10.2022 |                                       |                       |                      |                          |                                                                     |
| Луганська обл.         | Алчевськ               | —                      | військова інфраструктура                     | 31.10.2022 | Україна                               | Україна               | 44/51+               | Х-101*, Калібр           | енергетична інфраструктура, більшість перехоплено ППО, жертви: 1/13 |
| Луганська обл.         | Первомайськ            | ракета GMLRS           | військова інфраструктура                     | 31.10.2022 | Молдова                               | Наславча              | 1/1                  | —                        |                                                                     |
|                        |                        |                        |                                              | 31.10.2022 | РФ, Бєлгород                          | РФ, Бєлгород          | 1/1                  | —                        | вибухнула в повітрі після старту                                    |

*Х-101/Х-555/Х-55

### Листопад
- Четвертий масований ракетний удар по енергетичній інфраструктурі України 15 листопада 2022
- Ракетний удар по Польщі 15 листопада 2022
- Пʼятий масований ракетний удар по енергетичній інфраструктурі України 23 листопада 2022

Зафіксовано щонайменше 193 ракети з російського боку. 119 ракет було перехоплено силами ППО.
| Удари завдані Україною | Удари завдані Україною | Удари завдані Україною | Удари завдані Україною                    | дата                     | Удари завдані Росією                  | Удари завдані Росією | Удари завдані Росією | Удари завдані Росією | Удари завдані Росією                             |
| регіон                 | місце                  | ракети                 | влучання                                  | дата                     | регіон                                | місце                | ракети               | ракети               | влучання, загиблі/поранені                       |
| ---------------------- | ---------------------- | ---------------------- | ----------------------------------------- | ------------------------ | ------------------------------------- | -------------------- | -------------------- | -------------------- | ------------------------------------------------ |
| Донецька обл.          | Волноваха              | —                      | військова інфраструктура                  | 01.11.2022               | Харківська обл.                       | Чугуївський р-н      | —                    | —                    | не встановлено                                   |
| Донецька обл.          | Донецьк                | AGM-88                 | не встановлено                            | 01.11.2022               | Запорізька обл.                       | Запорізький р-н      | —                    | —                    | птахоферма, жертви: 0/0                          |
| Херсонська обл.        | Херсон                 | —                      | міст                                      | 01.11.2022               |                                       |                      |                      |                      |                                                  |
| Херсонська обл.        | Нова Каховка           | —                      | військова інфраструктура                  | 01.11.2022               |                                       |                      |                      |                      |                                                  |
| Херсонська обл.        | Херсон                 | ракета GMLRS           | міст                                      | 02.11.2022               | Чорне море                            | Чорне море           | 3/3                  | Х-59                 | перехоплено українською ППО, жертви: 0/0         |
| Херсонська обл.        | Нова Каховка           | —                      | військова інфраструктура                  | 02.11.2022               |                                       |                      |                      |                      |                                                  |
| Херсонська обл.        | Херсон                 | —                      | військова інфраструктура                  | 02.11.2022               |                                       |                      |                      |                      |                                                  |
| Луганська обл.         | Сєвєродонецьк          | ракета GMLRS           | військова інфраструктура                  | 02.11.2022               |                                       |                      |                      |                      |                                                  |
| Херсонська обл.        | Херсон                 | —                      | військова інфраструктура                  | 03.11.2022               |                                       |                      |                      |                      |                                                  |
| Херсонська обл.        | Нова Каховка           | —                      | військова інфраструктура                  | 03.11.2022               |                                       |                      |                      |                      |                                                  |
| Херсонська обл.        | Гола Пристань          | —                      | військова інфраструктура                  | 03.11.2022               |                                       |                      |                      |                      |                                                  |
| Запорізька обл.        | Мелітополь             | —                      | військова інфраструктура                  | 03.11.2022               |                                       |                      |                      |                      |                                                  |
| Запорізька обл.        | Світлодолинське        | —                      | залізнична інфраструктура                 | 03.11.2022               |                                       |                      |                      |                      |                                                  |
| Херсонська обл.        | Херсон                 | —                      | військова інф-ра, 2-а атака впродовж доби | 03.11.2022               |                                       |                      |                      |                      |                                                  |
|                        |                        |                        |                                           | 04.11.2022               | Миколаївська обл.                     | Миколаївська обл.    | 1/1                  | Калібр               | перехоплено українською ППО, жертви: 0/0         |
| Херсонська обл.        | Херсонська обл.        | 1/1                    | Калібр                                    | 04.11.2022               |                                       |                      |                      |                      | перехоплено українською ППО, жертви: 0/0         |
| Донецька обл.          | Покровськ              | —                      | —                                         | 04.11.2022               | цивільна інфраструктура, жертви: 1/6  |                      |                      |                      |                                                  |
| Донецька обл.          | Донецьк                | ракета GMLRS           | військова інфраструктура                  | 05.11.2022               |                                       |                      |                      |                      |                                                  |
| Луганська обл.         | Сватове                | ракета GMLRS           | не встановлено                            | 05.11.2022               |                                       |                      |                      |                      |                                                  |
| Луганська обл.         | Алчевськ               | ракета GMLRS           | військова інфраструктура                  | 06.11.2022               | Запорізька обл.                       | Вільнянськ           | —                    | Х-31                 | не встановлено, жертви: 0/0                      |
| Луганська обл.         | Кадіївка               | ракета GMLRS           | військова інфраструктура                  | 06.11.2022               |                                       |                      |                      |                      |                                                  |
| Донецька обл.          | Донецьк                | ракета GMLRS           | промислова інфраструктура                 | 06.11.2022               |                                       |                      |                      |                      |                                                  |
| Херсонська обл.        | Херсонська обл.        | ракета GMLRS           | особовий склад                            | 06.11.2022               |                                       |                      |                      |                      |                                                  |
| Херсонська обл.        | Нова Каховка           | —                      | військова інфраструктура                  | 07.11.2022               |                                       |                      |                      |                      |                                                  |
| Херсонська обл.        | Олешки                 | —                      | військова інфраструктура                  | 07.11.2022               |                                       |                      |                      |                      |                                                  |
| Донецька обл.          | Донецьк                | ракета GMLRS           | органи окупаційної влади                  | 07.11.2022               |                                       |                      |                      |                      |                                                  |
| Луганська обл.         | Кадіївка               | ракета GMLRS           | військова інфраструктура                  | 08.11.2022               |                                       |                      |                      |                      |                                                  |
| Херсонська обл.        | Херсон                 | —                      | військова техніка                         | 09.11.2022               | Чорне море                            | Чорне море           | 1/1                  | Х-31                 | перехоплено українською ППО, жертви: 0/0         |
| Херсонська обл.        | Нова Каховка           | —                      | військова техніка                         | 09.11.2022               |                                       |                      |                      |                      |                                                  |
| Луганська обл.         | Кадіївка               | ракета GMLRS           | військова інфраструктура                  | 10.11.2022               |                                       |                      |                      |                      |                                                  |
| Херсонська обл.        | Олешки                 | —                      | військова техніка                         | 10.11.2022               |                                       |                      |                      |                      |                                                  |
| Херсонська обл.        | Нова Каховка           | —                      | військова техніка                         | 10.11.2022               |                                       |                      |                      |                      |                                                  |
| Луганська обл.         | Голубівка              | ракета GMLRS           | військова інфраструктура                  | 10.11.2022               |                                       |                      |                      |                      |                                                  |
| Луганська обл.         | Кадіївка               | ракета GMLRS           | військова інфраструктура                  | 10.11.2022               |                                       |                      |                      |                      |                                                  |
| Херсонська обл.        | Херсон                 | —                      | військова техніка                         | 10.11.2022               |                                       |                      |                      |                      |                                                  |
| Донецька обл.          | Докучаєвськ            | —                      | військова інфраструктура                  | 11.11.2022               |                                       |                      |                      |                      |                                                  |
| Донецька обл.          | Горлівка               | ракета GMLRS           | військова інфраструктура                  | 11.11.2022               |                                       |                      |                      |                      |                                                  |
| Донецька обл.          | Розівка                | ракета GMLRS           | військова інфраструктура                  | 11.11.2022               |                                       |                      |                      |                      |                                                  |
| Херсонська обл.        | Чаплинка               | —                      | військова інфраструктура                  | 11.11.2022               |                                       |                      |                      |                      |                                                  |
| Луганська обл.         | Кадіївка               | ракета GMLRS           | військова інфраструктура                  | 12.11.2022               | Запорізька обл.                       | Запоріжжя            | 0/1                  | Іскандер-К           | не вибухнула, знешкоджена ДСНС                   |
| Херсонська обл.        | Чаплинка               | —                      | військовий аеродром                       | 13.11.2022               | Донецька обл.                         | Курахове             | —                    | —                    | цивільна інфраструктура                          |
| Херсонська обл.        | Скадовськ              | —                      | військова інфраструктура                  | 13.11.2022               |                                       |                      |                      |                      |                                                  |
| Луганська обл.         | Сабівка                | ракета GMLRS           | залізнична інфраструктура                 | 13.11.2022               |                                       |                      |                      |                      |                                                  |
| Донецька обл.          | Чистякове              | ракета GMLRS           | не встановлено                            | 14.11.2022               |                                       |                      |                      |                      |                                                  |
| Донецька обл.          | Іловайськ              | ракета GMLRS           | не встановлено                            | 14.11.2022               |                                       |                      |                      |                      |                                                  |
| Донецька обл.          | Горлівка               | ракета GMLRS           | військова інфраструктура                  | 15.11.2022               | Україна                               | Україна              | 75/96                | Х-101*, Калібр       | енергетична інфраструктура, жертви: 3/17         |
| Луганська обл.         | Денежникове            | ракета GMLRS           | не встановлено                            | 15.11.2022               | Україна                               | Україна              | 2/2                  | Х-59                 | перехоплено українською ППО                      |
|                        |                        |                        |                                           | 15.11.2022               | РФ, Шебекіно                          | РФ, Шебекіно         | 0/1                  | —                    | цивільна інфраструктура, жертви: 2/3             |
| Запорізька обл.        | Токмак                 | —                      | військова інфраструктура                  | 16.11.2022               |                                       |                      |                      |                      |                                                  |
| Херсонська обл.        | Каланчак               | —                      | військова інфраструктура                  | 16.11.2022               |                                       |                      |                      |                      |                                                  |
| Херсонська обл.        | Скадовськ              | —                      | військова інфраструктура                  | 16.11.2022               |                                       |                      |                      |                      |                                                  |
| Херсонська обл.        | Чаплинка               | —                      | військова інфраструктура                  | 16.11.2022               |                                       |                      |                      |                      |                                                  |
| Луганська обл.         | Мирне                  | ракета GMLRS           | не встановлено                            | 16.11.2022               |                                       |                      |                      |                      |                                                  |
| Луганська обл.         | Перевальськ            | ракета GMLRS           | не встановлено                            | 16.11.2022               |                                       |                      |                      |                      |                                                  |
| Луганська обл.         | Зимогірʼя              | ракета GMLRS           | не встановлено                            | 16.11.2022               |                                       |                      |                      |                      |                                                  |
| Луганська обл.         | Старобільськ           | ракета GMLRS           | не встановлено                            | 16.11.2022               |                                       |                      |                      |                      |                                                  |
| Донецька обл.          | Іловайськ              | ракета GMLRS           | залізнична інфраструктура                 | 17.11.2022               | Київ                                  | Київ                 | 4/4                  | Х-101*               | перехоплено українською ППО                      |
| Луганська обл.         | Кадіївка               | ракета GMLRS           | військова інфраструктура                  | 17.11.2022               | Одеська обл.                          | Одеса                | 6/6                  | Х-59                 | об'єкт інфраструктури, жертви: 0/3               |
| Луганська обл.         | Сватове                | ракета GMLRS           | особовий склад                            | 17.11.2022               | Одеська обл.                          | Одеса                | 0/14                 | Калібр, Х-101*       | об'єкт інфраструктури, жертви: 0/3               |
| Херсонська обл.        | Чаплинка               | ракета GMLRS           | склад боєприпасів                         | 17.11.2022               | Дніпропетровська обл.                 | Дніпро               | 0/14                 | Калібр, Х-101*       | цивільна інфраструктура, жертви: 0/23, ПівденМаш |
|                        |                        |                        |                                           | 17.11.2022               | Харківська обл.                       | Ізюмський р-н        | 0/14                 | Калібр, Х-101*       | критична інфраструктура, жертви: 0/3             |
| 18.11.2022             | Запорізька обл.        | Запоріжжя              | 0/5                                       | —                        | об'єкт інфраструктури                 |                      |                      |                      |                                                  |
| РФ, Бєлгородський р-н  | РФ, Бєлгородський р-н  | AGM-88                 | військова інфраструктура                  | 20.11.2022               |                                       |                      |                      |                      |                                                  |
| Запорізька обл.        | Веселе                 | —                      | військова інфраструктура                  | 20.11.2022               |                                       |                      |                      |                      |                                                  |
| Донецька обл.          | Іловайськ              | ракета GMLRS           | залізнична інфраструктура                 | 20.11.2022               |                                       |                      |                      |                      |                                                  |
| Донецька обл.          | Макіївка               | ракета GMLRS           | залізнична інфраструктура, нафтобаза      | 21.11.2022               |                                       |                      |                      |                      |                                                  |
| Херсонська обл.        | Скадовськ              | —                      | не встановлено                            | 21.11.2022               |                                       |                      |                      |                      |                                                  |
| Запорізька обл.        | Токмак                 | —                      | не встановлено                            | 22.11.2022               |                                       |                      |                      |                      |                                                  |
| Херсонська обл.        | Скадовськ              | —                      | військова інфраструктура                  | 23.11.2022               | Україна                               | Україна              | 51/70                | Калібр, Х-101*       | енергетична інфраструктура, жертви: 10/36        |
| Луганська обл.         | Кадіївка               | ракета GMLRS           | військова інфраструктура                  | 24.11.2022               |                                       |                      |                      |                      |                                                  |
| Запорізька обл.        | Мелітополь             | —                      | не встановлено                            | 24.11.2022               |                                       |                      |                      |                      |                                                  |
| Херсонська обл.        | Чаплинка               | —                      | не встановлено                            | 24.11.2022               |                                       |                      |                      |                      |                                                  |
| Херсонська обл.        | Скадовський р-н        | —                      | не встановлено                            | 24.11.2022               |                                       |                      |                      |                      |                                                  |
| Херсонська обл.        | Чаплинка               | —                      | військова інфраструктура                  | 25.11.2022               |                                       |                      |                      |                      |                                                  |
| Луганська обл.         | Сватове                | ракета GMLRS           | військова інфраструктура                  | 25.11.2022               |                                       |                      |                      |                      |                                                  |
|                        |                        |                        |                                           | 25.11.2022               |                                       |                      |                      |                      |                                                  |
| 26.11.2022             | Донецька обл.          | Часів Яр               | —                                         | —                        | цивільна інфраструктура, жертви: 1/2  |                      |                      |                      |                                                  |
| 26.11.2022             | Дніпропетровська обл.  | Дніпро                 | 0/1                                       | Х-22                     | цивільна інфраструктура, жертви: 1/13 |                      |                      |                      |                                                  |
| 27.11.2022             | Дніпропетровська обл.  | Кривий Ріг             | 0/2                                       | —                        | об'єкт інфраструктури, жертви: 0/0    |                      |                      |                      |                                                  |
| Херсонська обл.        | Дніпропетровська обл.  | Раденське              | —                                         | військова інфраструктура | 28.11.2022                            | Дніпро               | 0/4                  | —                    | не встановлено, жертви: 0/0                      |
| Херсонська обл.        | Каланчак               | —                      |                                           |                          |                                       |                      |                      |                      |                                                  |
| Херсонська обл.        | Великі Копані          | —                      | військова інфраструктура                  |                          |                                       |                      |                      |                      |                                                  |
| Херсонська обл.        | Скадовськ              | —                      | не встановлено                            | 29.11.2022               |                                       |                      |                      |                      |                                                  |
| Донецька обл.          | Квашине                | ракета GMLRS           | не встановлено                            | 29.11.2022               |                                       |                      |                      |                      |                                                  |
| Луганська обл.         | Старобільськ           | —                      | залізничний міст                          | 30.11.2022               |                                       |                      |                      |                      |                                                  |
| Донецька обл.          | Донецьк                | AGM-88                 | не встановлено                            | 30.11.2022               |                                       |                      |                      |                      |                                                  |
| Донецька обл.          | Амвросіївка            | ракета GMLRS           | залізнична інфраструктура                 | 30.11.2022               |                                       |                      |                      |                      |                                                  |

*Х-101/Х-555/Х-55

### Дата не встановлена
| Удари завдані Україною | Удари завдані Україною | Удари завдані Україною | Удари завдані Україною | Удари завдані Україною                  | дата       | Удари завдані Росією | Удари завдані Росією | Удари завдані Росією | Удари завдані Росією | Удари завдані Росією       |
| регіон                 | місце                  | ракета                 | к-ть                   | влучання                                | дата       | регіон               | місце                | ракета               | к-ть                 | влучання, загиблі/поранені |
| ---------------------- | ---------------------- | ---------------------- | ---------------------- | --------------------------------------- | ---------- | -------------------- | -------------------- | -------------------- | -------------------- | -------------------------- |
| Харківська обл.        | Кислівка               | ракета GMLRS           | —                      | 1x Т-90М, 2x Т-72Б3, 1x БМП-2, 1x ІМР-2 | 09.2022    |                      |                      |                      |                      |                            |
| Херсонська обл.        | Херсонська обл.        | AGM-88                 | —                      | 1x Тор-M1, 1x Тор-M2, 1х Бук-М2         | 09.2022    |                      |                      |                      |                      |                            |
| Херсонська обл.        | Херсонська обл.        | ракета GMLRS           | —                      | 1x Д-30                                 | 07-08.2022 |                      |                      |                      |                      |                            |